# Ratnawy (Wojnicz)
Ratnawy – zachodnia część Wojnicza, miasta w powiecie tarnowskim. Od zachodu graniczy z częścią Łoponia o nazwie Ratnawy.
Wieś notowana w źródłach od 1317 roku. Dawniej samodzielna wieś i gmina jednostkowa.  W 1933 roku większą część miejscowości przyłączono do Wojnicza wraz z wsią Zamoście; pozostała część stanowi obecnie integralną część wsi Łopoń.